# Cham-e Mīr Bak
Cham-e Mīr Bak (persiska: چم میربک, Cham-e Mīr Beyg) är en ort i Iran.   Den ligger i provinsen Lorestan, i den västra delen av landet, 500 km sydväst om huvudstaden Teheran. Cham-e Mīr Bak ligger 717 meter över havet och antalet invånare är 212.
Terrängen runt Cham-e Mīr Bak är kuperad åt sydost, men åt nordväst är den bergig. Cham-e Mīr Bak ligger nere i en dal. Runt Cham-e Mīr Bak är det ganska glesbefolkat, med 43 invånare per kvadratkilometer. Närmaste större samhälle är Lūmār, 14,6 km nordväst om Cham-e Mīr Bak. Omgivningarna runt Cham-e Mīr Bak är i huvudsak ett öppet busklandskap.